# A・J・ブラウン
アーサー・ジュアン・ブラウン（Arthur Juan Brown, 1997年6月30日 - ）は、アメリカ合衆国ミシシッピ州スタークビル出身のプロアメリカンフットボール選手。NFLのフィラデルフィア・イーグルスに所属している。ポジションはワイドレシーバー。

## 経歴

### ハイスクール
高校時代はフットボールと並行して野球もプレーしていた。2016年のMLBドラフト19巡目（全体564位）でサンディエゴ・パドレスから指名されて契約したが、最終的にはフットボールに専念することを選び、ミシシッピ大学へ進学した。

### カレッジ
ミシシッピ大学（オールミス）に入学し、1年目の2016年、大学キャリア初戦となったウォフォード大学戦に先発出場し、2キャッチ48ヤードを記録した。この年、ブラウンは全12試合に出場し、29キャッチ、412ヤード、2タッチダウンの記録は、チーム内5位であった。また、SECの1年生の中で、1試合当たりのキャッチ数が4位、1試合当たりの平均レシーブヤードは5位であった。
2年目の2017年シーズン、初戦で8回のキャッチを記録し、そのうち2回は71ヤードと77ヤードのタッチダウンであった。ルイジアナ大学戦では、14キャッチ、185ヤード、2タッチダウンを記録し、14回のキャッチは学校記録に並ぶものであった。また、サウスアラバマ大学戦では、233ヤードを獲得し、1試合でのレシーブヤードの学校記録を更新した（後にイライジャ・ムーアによって破られた）。この年、全12試合出場で75キャッチ、学校記録の1,252獲得ヤード、学校記録タイの11タッチダウンを記録し、チームとSECトップの記録でシーズンを終えた。
3年目の2018年シーズンは、DK・メトカーフ（現・シアトル・シーホークス）と共にチームの2大レシーバーとして活躍した。この年、ブラウンは再びレシーブ記録でチームとSECトップとなり、学校記録の85レシーブ、1,320獲得ヤード、6タッチダウンという成績であった。この年に、100ヤード以上のレシーブを記録した試合は6試合あり、自身の最高記録と並ぶものであった。2017年に続き、2年連続でオールSECのファーストチームに選出された。
このシーズン終了後、2019年のNFLドラフトにアーリーエントリーした。

#### 大学での通算成績
| A・J・ブラウン | A・J・ブラウン | A・J・ブラウン | A・J・ブラウン | A・J・ブラウン | A・J・ブラウン   | A・J・ブラウン   | A・J・ブラウン | A・J・ブラウン  | A・J・ブラウン    |
| 年度           | チーム         | 出場           | レシーブ       | レシーブ       | レシーブ         | レシーブ         | レシーブ       | レシーブ        | レシーブ          |
| 年度           | チーム         | 出場           | 回数           | 獲得 ヤード    | 平均 獲得 ヤード | 最長 獲得 ヤード | TD             | 1試合 平均 回数 | 1試合 平均 ヤード |
| -------------- | -------------- | -------------- | -------------- | -------------- | ---------------- | ---------------- | -------------- | --------------- | ----------------- |
| 2016           | オールミス     | 12             | 29             | 412            | 14.2             | 37               | 2              | 2.4             | 34.3              |
| 2017           | オールミス     | 12             | 75             | 1,252          | 16.7             | 77               | 11             | 6.3             | 104.3             |
| 2018           | オールミス     | 12             | 85             | 1,320          | 15.5             | 84               | 6              | 7.1             | 110.0             |
| 通算           | 通算           | 36             | 189            | 2,984          | 15.8             | 84               | 19             | 5.3             | 82.9              |

### テネシー・タイタンズ
| 6 ft 0+1⁄2 in (184 cm)    | 226 lb (103 kg) | 32+7⁄8 in (84 cm) | 9+3⁄4 in (25 cm) | 4.49 s | 1.56 s | 2.65 s | 36.5 in (93 cm) | 10 ft 0 in (3.05 m) | 19 回 | 18 |
| All values from NFL Draft |                 |                   |                  |        |        |        |                 |                     |       |    |

ドラフト全体51位でテネシー・タイタンズから指名された。その後、2019年6月12日に4年総額564万1199ドルのルーキー契約を結んだ。

#### 2019年シーズン
1年目から主力として活躍し、16試合に出場して52レシーブ、1051レシーブ獲得ヤード、8タッチダウンを記録した。チームはプレーオフのAFCチャンピオンシップまで進出したが、カンザスシティ・チーフスに敗れた。

#### 2020年シーズン
このシーズンは前年からさらに成績を伸ばし、14試合に出場して70レシーブ、1075レシーブ獲得ヤード、11タッチダウンを記録。自身初のプロボウルに選出された。

#### 2021年シーズン
第8週のインディアナポリス・コルツ戦で10レシーブ、155レシーブ獲得ヤード、1タッチダウンを記録した。第11週に胸を負傷し、2021年11月27日に故障者リストに入れられ、12月23日にアクティブロスターに戻された。怪我から復帰した直後のサンフランシスコ・49ers戦では11レシーブ、145レシーブ獲得ヤード、1タッチダウンを記録した。このシーズンは13試合に出場して63レシーブ、869レシーブ獲得ヤード、5タッチダウンを記録した。
また、ディビジョンラウンドでのシンシナティ・ベンガルズ戦では5レシーブ、142レシーブ獲得ヤード、1タッチダウンを記録したが、チームは19-16で敗れた。

### フィラデルフィア・イーグルス

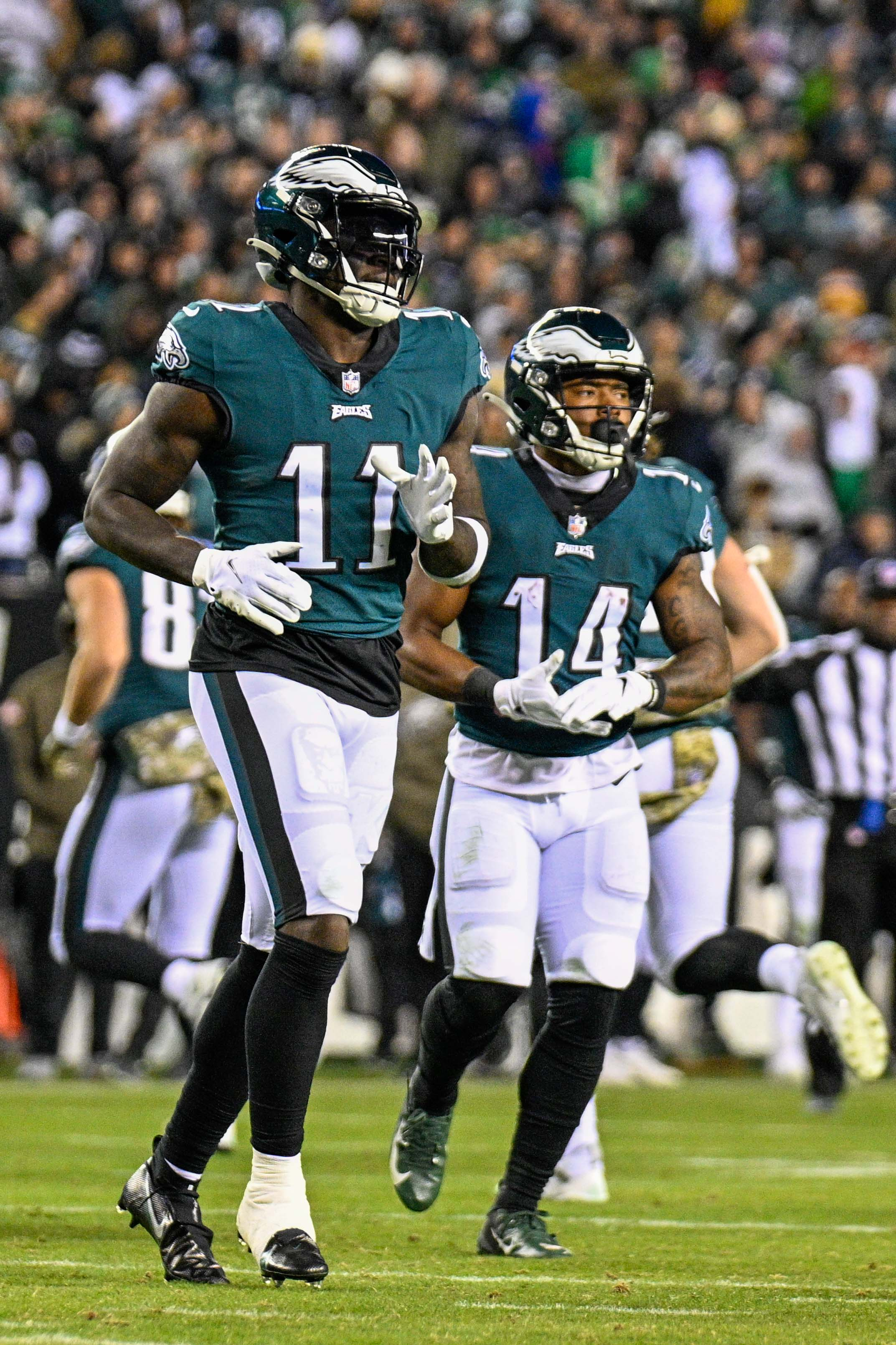
イーグルスでのブラウン（左）

2022年のNFLドラフト当日に同ドラフトの全体18位指名権、3巡目指名権とのトレードで、フィラデルフィア・イーグルスへ移籍した。また、移籍直後にイーグルスと4年総額1億ドルの契約延長に合意した。

#### 2022年シーズン
開幕戦のデトロイト・ライオンズ戦で10回のキャッチで155ヤードを記録し、デビュー戦のレシーブ獲得ヤードにおいてフランチャイズ記録を樹立した。第8週のピッツバーグ・スティーラーズ戦では、キャリアハイとなる3タッチダウンキャッチを含む6キャッチ、156ヤードを記録した。12月4日の古巣タイタンズ戦では2タッチダウンを記録した。
ポストシーズンでは、カンザスシティ・チーフスと対戦した第57回スーパーボウルにてタッチダウンレシーブを記録した。
このシーズンは88回のレシーブで1,496ヤード、11タッチダウンを記録し、レシーブヤード数はイーグルスのフランチャイズレコードとなった。

#### 2023年シーズン
第3週のタンパベイ・バッカニアーズ戦から第8週のワシントン・コマンダース戦まで、6試合連続で125ヤード以上のレシーブヤードを記録した。この活躍によりNFCの攻撃部門月間最優秀選手に選出された。
シーズン第18週に対戦したニューヨーク・ジャイアンツとの試合で膝を負傷し、ポストシーズンへの個人としての出場は叶わなかった。シーズン後半戦に失速する形となっていたイーグルスはワイルドカードゲームでタンパベイ・バッカニアーズに敗れ、シーズンを終えた。

#### 2024年シーズン
ハムストリングの負傷でシーズン序盤の3試合を欠場したが、復帰後はチームの10連勝に貢献した。チーフスと2年ぶりの再戦となった第59回スーパーボウルではタッチダウンレシーブを記録し、制覇を果たした。イーグルス移籍後3年連続となる1,000ヤードレシーブを達成し、オールプロセカンドチームに選出された。

## 詳細情報

### 年度別成績

#### レギュラーシーズン
| 年度     | チーム   | 背番号   | 試合 | 試合 | レシーブ | レシーブ    | レシーブ         | レシーブ    | レシーブ | ラン | ラン        | ラン             | ラン        | ラン | ファンブル    | ファンブル |
| 年度     | チーム   | 背番号   | 出場 | 先発 | 回数     | 獲得 ヤード | 平均 獲得 ヤード | 最長 ヤード | TD       | 回数 | 獲得 ヤード | 平均 獲得 ヤード | 最長 ヤード | TD   | ファン ブル数 | ロスト     |
| -------- | -------- | -------- | ---- | ---- | -------- | ----------- | ---------------- | ----------- | -------- | ---- | ----------- | ---------------- | ----------- | ---- | ------------- | ---------- |
| 2019     | TEN      | 11       | 16   | 11   | 52       | 1,051       | 20.2             | 91          | 8        | 3    | 60          | 20.0             | 49          | 1    | 1             | 0          |
| 2020     | TEN      | 11       | 14   | 12   | 70       | 1,075       | 15.4             | 73          | 11       | —    | —           | —                | —           | —    | 2             | 1          |
| 2021     | TEN      | 11       | 13   | 13   | 63       | 869         | 13.8             | 57          | 5        | 2    | 10          | 5.0              | 7           | 0    | 0             | 0          |
| 2022     | PHI      | 11       | 17   | 16   | 88       | 1,496       | 17.0             | 78          | 11       | —    | —           | —                | —           | —    | 2             | 2          |
| 2023     | PHI      | 11       | 17   | 17   | 106      | 1,456       | 13.7             | 59          | 7        | —    | —           | —                | —           | —    | 2             | 2          |
| 2024     | PHI      | 11       | 13   | 13   | 67       | 1,079       | 16.1             | 67          | 7        | —    | —           | —                | —           | —    | 0             | 0          |
| NFL：6年 | NFL：6年 | NFL：6年 | 90   | 82   | 446      | 7,026       | 15.8             | 91          | 49       | 5    | 70          | 14.0             | 49          | 1    | 7             | 5          |

- 2024年度シーズン終了時
- 太字は自身最高記録

#### ポストシーズン
| 年度 | チーム | 試合 | 試合 | レシーブ | レシーブ    | レシーブ         | レシーブ    | レシーブ | ラン | ラン        | ラン             | ラン        | ラン | ファンブル    | ファンブル |
| 年度 | チーム | 出場 | 先発 | 回数     | 獲得 ヤード | 平均 獲得 ヤード | 最長 ヤード | TD       | 回数 | 獲得 ヤード | 平均 獲得 ヤード | 最長 ヤード | TD   | ファン ブル数 | ロスト     |
| ---- | ------ | ---- | ---- | -------- | ----------- | ---------------- | ----------- | -------- | ---- | ----------- | ---------------- | ----------- | ---- | ------------- | ---------- |
| 2019 | TEN    | 3    | 3    | 5        | 64          | 12.8             | 37          | 0        | 1    | 9           | 9.0              | 9           | 0    | 0             | 0          |
| 2020 | TEN    | 1    | 1    | 6        | 83          | 13.8             | 28          | 1        | —    | —           | —                | —           | —    | 0             | 0          |
| 2021 | TEN    | 1    | 1    | 5        | 142         | 28.4             | 41          | 1        | —    | —           | —                | —           | —    | 0             | 0          |
| 2022 | PHI    | 3    | 3    | 13       | 146         | 11.2             | 45          | 1        | —    | —           | —                | —           | —    | 0             | 0          |
| 2024 | PHI    | 4    | 4    | 12       | 163         | 13.6             | 31          | 2        | —    | —           | —                | —           | —    | 0             | 0          |
| 通算 | 通算   | 12   | 12   | 41       | 598         | 14.6             | 45          | 5        | 1    | 9           | 9.0              | 9           | 0    | 0             | 0          |

- 2024年度シーズン終了時
- 太字は自身最高記録

## 人物
2022年にクリスマス・アルバム『A Philly Special Christmas』にボーカルとして参加した。